# 영원직
영원직(永遠職)은 종신직에서 더 나아가 사후에도 직위가 유지 된다는것을 뜻한다.

## 같이 보기
- 멜기세덱
- 공화국의 영원한 주석
- 조선로동당의 영원한 총비서
- 종신직